# Jassim bin Hamad Al Thani

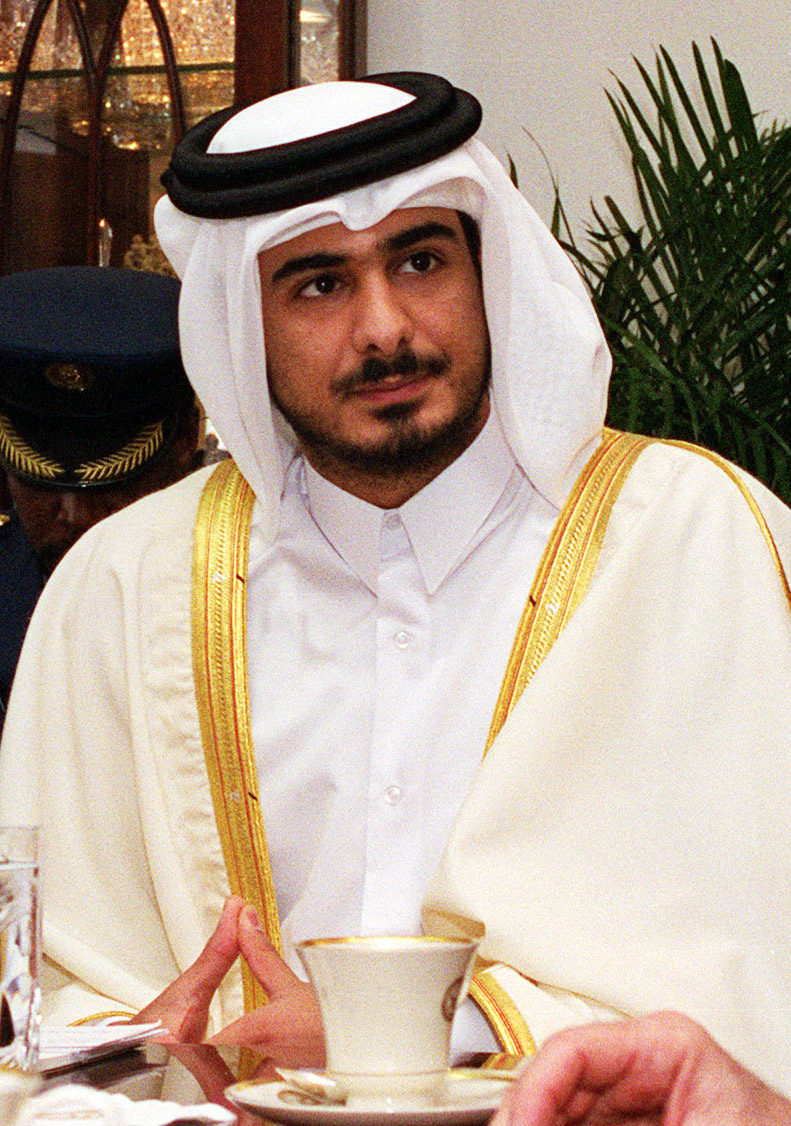
Jassim bin Hamad Al Thani (2000)

Scheich Jassim bin Hamad Al Thani (arabisch جاسم بن حمد آل ثاني, DMG Ǧāsim b. Ḥamad Āl Ṯānī; geboren am 25. August 1978 in Doha, Katar) ist ein älterer Bruder des Emirs von Katar, Tamim bin Hamad Al Thani.

## Leben
Jassim wurde 1978 als dritter Sohn des Emirs von Katar, Hamad bin Chalifa, geboren. Er wurde an der Royal Military Academy Sandhurst in Großbritannien ausgebildet.
Von 1996 bis 2008 war er der Thronfolger von Katar. In dieser Rolle wurde er von seinem Bruder, dem späteren Emir von Katar, Tamim bin Hamad, ersetzt.
Jassim ist der Vorsitzende der Qatar Islamic Bank.
2023 bot er Presseberichten zur Folge 6,31 Milliarden Euro für den Fußballverein Manchester United.